# U.S. Route 113
La U.S. Route 113 (US 113) est une US Route auxiliaire de la US 13. Elle se trouve au Maryland et au Delaware et parcourt 74,75 miles (120,30 km) entre la US 13 à Pocomoke City, Maryland et la DE 1 à Milford, Delaware. Elle est l'une des routes majeures de la Péninsule de Delmarva.

## Description du tracé

### Maryland
La US 113 parcourt 37,49 miles (60,33 km) au Maryland. Elle débute à Pocomoke City et se dirige vers le nord-est. Elle atteint Snow Hill et Berlin où elle rencontre la US 50. Là, la US 113 bifurque vers le nord et atteint la frontière avec le Delaware.

### Delaware
La US 113 parcourt 37,26 miles (59,96 km) au Delaware. Elle débute à la frontière du Maryland à Selbyville et continue son trajet vers le nord. Elle passe par Frankford et bifurque vers le nord-ouest. Elle passe par Millsboro et Georgetown avant de reprendre un alignement vers le nord. Elle passe par Milford et atteint son terminus nord à la jonction avec la DE 1.

## Intersections majeures
Maryland
 US 13 à Pocomoke City
 US 50 à Berlin
Delaware
 US 9 à Georgetown
 DE 1 à Milford